# Ординський район
Орди́нський райо́н — муніципальне утворення в Новосибірській області  Росії.
Адміністративний центр — селище міського типу Ординське.

## Географія
Район розташований на півдні Новосибірської області. Географічною особливістю району є поділ його Новосибірським водосховищем на дві нерівні частини: велику, на території якої знаходяться всі великі населені пункти, — лівобережну і меншу — правобережну. Район межує з Кочковським, Чулимським, Коченевським, Новосибірським сільським, Іскітимським, Сузунським районами, а також з Алтайським краєм. Територія району за даними на 2008 рік — 438,9 тис. га, у тому числі сільгоспугіддя — 247,2 тис. га (56,2 % всієї площі).

## Історія
Ординський район був утворений 25 травня 1925 на місці колишньої Ординський волості.

## Економіка

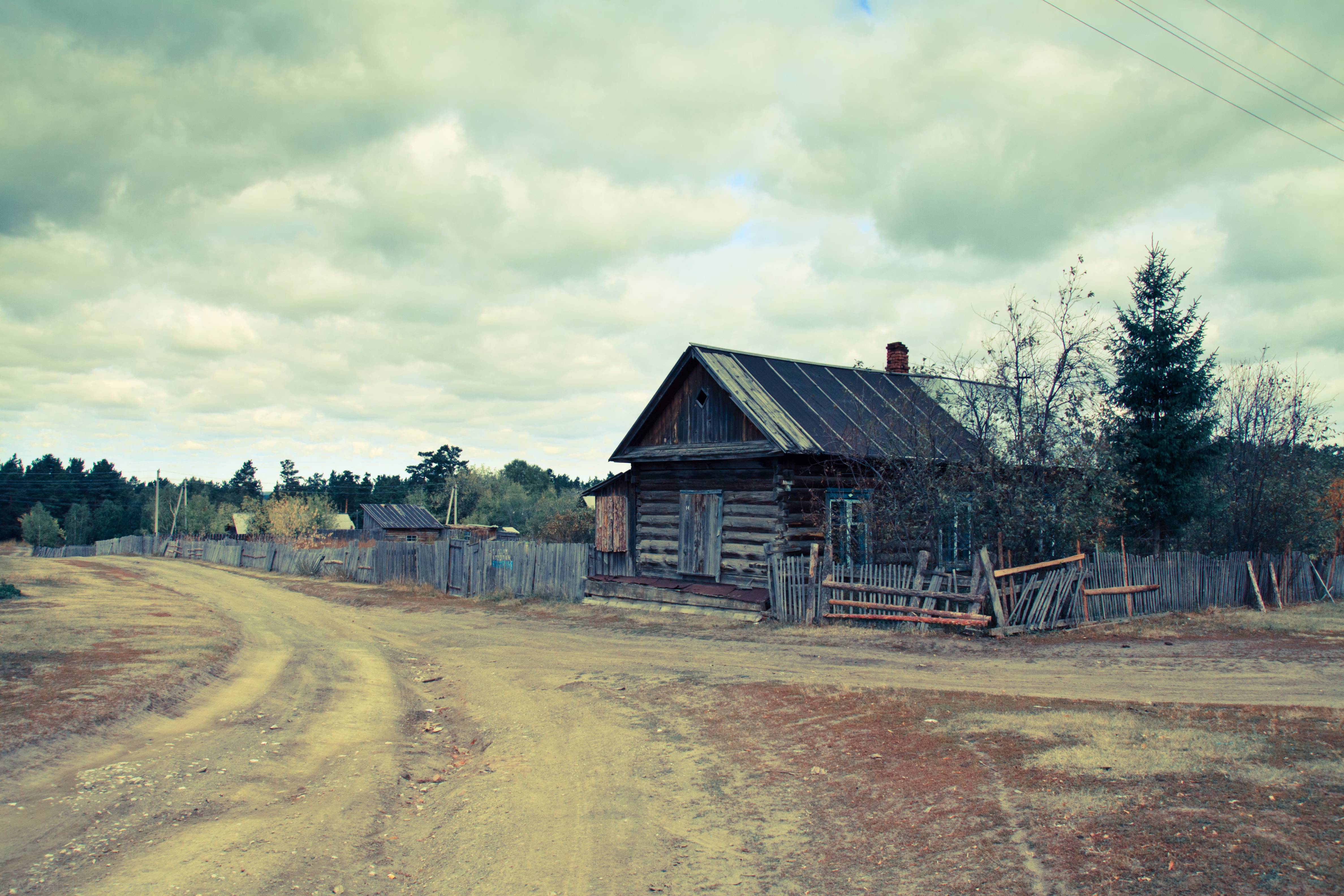
У селі Нижньокам'янка

Ординський район має переважно аграрну спеціалізацію. Сільськогосподарські угіддя займають приблизно 54 % загальної території району, більше 70 % сільгоспугідь зайнято ріллею. Район посідає перше місце в Новосибірській області за кількістю фермерських господарств.
Промислові підприємства району відносяться в основному до харчової та деревообробної галузей.

## Населення
| 2002    | 2004    | 2009    | 2010    | 2011    | 2012    | 2013    |
| ------- | ------- | ------- | ------- | ------- | ------- | ------- |
| 39 209  | ↗40 300 | ↘39 338 | ↘39 100 | ↘36 708 | ↘36 599 | ↘36 498 |
| 2014    | 2015    | 2016    | 2017    | 2018    | 2019    |         |
| ↘36 167 | ↘35 664 | ↘35 447 | ↗35 752 | ↗35 939 | ↗36 045 |         |